# Гексахлороплюмбаты
Гексахлороплюмбаты — неорганические соединения, соли (обычно щелочных) металлов и гексахлоросвинцовой кислоты с формулой M2I[PbCl6].

## Получение
- Растворение хлорида щелочного металла в растворе соли четырёхвалентного свинца в концентрированной соляной кислоте:

{\displaystyle {\mathsf {PbCl_{4}+2NaCl\rightarrow Na_{2}[PbCl_{6}]}}}
- Пропусканием хлора через суспензию хлорида свинца и хлорида металла:

{\displaystyle {\mathsf {PbCl_{2}+Cl_{2}+2NH_{4}Cl\rightarrow (NH_{4})_{2}[PbCl_{6}]}}}

## Физические свойства
Гексахлороплюмбаты представляют собой светло-жёлтые кристаллы, изоморфные гексахлороплатинатам и гексахлоростаннатам.

## Химические свойства
- При нагревании разлагаются:

{\displaystyle {\mathsf {K_{2}[PbCl_{6}]\rightarrow PbCl_{2}+Cl_{2}+2KCl}}}
- В разбавленных водных растворах гидролизуются:

{\displaystyle {\mathsf {(NH_{4})_{2}[PbCl_{6}]+2H_{2}O\ {\xrightarrow {}}\ PbO_{2}\downarrow +2NH_{4}Cl+4HCl}}}